# Контесса, Эмилия
Нур Индах Синтра Сукма Мунси (индон. Nur Indah Cintra Sukma Munsyi; более известная как Эмилия Контесса индон. Emilia Contessa; 27 сентября 1957 — 27 января 2025) — индонезийская поп-певица и актриса. С 2014 по 2019 год она была членом Совета представителей регионов, представляя Восточную Яву.

## Карьера
Она начала петь в пять лет, и мать стала её менеджером.
Ее племянница Махараси участвовала в шоу «Голос».
После работы в качестве члена Совета представителей регионов в период с 2014 по 2019 годы она баллотировалась на выборах в национальный парламент по списку Партии национального мандата, но не была избрана.

## Личная жизнь
Контесса родилась под именем Нур Индах Синтра Сукма Мунси в Баньюванги 27 сентября 1957 года у матери яванки Анны Суриани, отца пакистанца-мадурца Хасана Али. Она была старшей из трёх детей.
В 1976 году Эмилия вышла замуж за Рио Тамбунана, регионального правительственного чиновника DKI, у них родились двое детей; певица Денада Элизабет Анггиа Аю и Энрико Уэнри Ризки, которого фамильярно зовут Рико Тамбунан. Этот брак закончился разводом.
Затем Эмилия вышла замуж за Абдулла Суркати, от которого родила сына, Мухаммада Абдуллу Суркати. Судьба их брака была такой же, как и прежде. Затем Эмилия вышла замуж за мужчину арабского происхождения, вдовца с двумя детьми, Усаму Мухаммада Аль Хадара (члена Совета народных представителей в 2004—2009 годах). От этого брака у Эмиля родился сын Кайсар Хади Хагги Аль-Хадар.

## Смерть
27 января 2025 года Контесса внезапно скончалась в региональной больнице Бламбанган, Баньюванги, после перенесенного сердечного приступа, вызванного осложнениями диабета и гипертонии. Она была госпитализирована часом ранее и умерла в окружении мужа, детей и других членов семьи.

## Дискография
- Repelita (1969)
- Yatim piatu
- Masa Depan
- Sudah Kucoba
- Burung Sangkar
- Katakanlah
- Untuk Apa
- Mimpi Sedih
- Malam Yang Dingin
- Pak Ketipak Ketipung
- Hitam Manis
- Sio Mama
- Penasaran
- Bimbi
- Main Tali
- Kegagalan Cinta
- Penghibur Hati
- Layu Sebelum Berkembang
- Setangkai Bunga Anggrek
- Nasib Pengembara
- Samudera Shalawat

## Фильмография
- Brandal-Brandal Metropolitan (1971)
- Tanah Gersang (1971)
- Dalam Sinar Matanya (1972)
- Pelangi di Langit Singosari (1972)
- Perkawinan (1972)
- Takkan Kulepaskan (1972)
- Dosa di Atas Dosa (1973)
- Akhir Sebuah Impian (1973)
- Tokoh (1973)
- Perempuan (1973)
- Aku Mau Hidup (1974)
- Calon Sarjana (1974)
- Pilih Menantu (1974)
- Ratapan Anak Tiri (1974)
- Tangisan Ibu Tiri (1974)
- Tetesan Air Mata Ibu (1974)
- Benyamin Raja Lenong (1975)
- Senja di Pantai Losari (1975)
- Memble Tapi Kece (1986)